# Palje Brdo
Palje Brdo is een plaats in de gemeente Konavle in de Kroatische provincie Dubrovnik-Neretva. De plaats telt 150 inwoners (2001).